# Portal (videoigra)
Portal je miselna ploščadna videoigra podjetja Valve, ki je prvič izšla leta 2007 v kompilaciji The Orange Box za Windows, Xbox 360 in PlayStation 3, kasneje pa še predelave za nekatere druge sisteme.
Igra vsebuje vrsto ugank, ki jih igralec rešuje s teleportiranjem sebe in raznih enostavnih predmetov z ročno napravo, ki lahko ustvarja medprostorske portale na ploskih površinah. Ključna značilnost portalov je, da oseba ali predmet ob prehodu ohrani gibalno količino, kar denimo omogoča doseganje oddaljenih ploščadi s skokom z višine v vhodni portal. Igralec prevzame vlogo mladenke Chell, ki jo je ugrabila organizacija Aperture Science in jo zaprla v preskusni center pod vodstvom umetne inteligence, imenovane GLaDOS. Ta jo izziva in draži med reševanjem ugank ter ji obljublja torto na koncu poskusa.
Nekateri glavni elementi temeljijo na podobni videoigri Narbacular Drop; več njenih razvijalcev je sodelovalo tudi pri Portalu zato velja ta za duhovnega naslednika Narbacular Drop, sodeč po različnih namigih pa se zgodba odvija v istem svetu kot Valveova serija Half-Life. Portal je ob izidu prejel pohvale kot ena najizvirnejših iger leta, pozornost pa je pritegnil tudi s temačnim humorjem in vzdušjem. Nekaj kritik je bila deležna le kratka dolžina. Še zdaj jo nekateri uvrščajo med najboljše videoigre vseh časov. Po podatkih založnika so bili prodani štirje milijoni izvodov. Vzniknila je skupnost oboževalcev, ki med drugim poustvarjajo ikonične predmete iz igre, kot so portalska puška (portal gun), kocka družabnica (companion cube) in torta črni gozdiček.
Microsoft Game Studios je leta 2008 izdal samostojni dodatek z novimi ugankami pod naslovom Portal: Still Alive za konzolo Xbox 360. Leta 2011 je izšlo še nadaljevanje, Portal 2, z nadaljevanjem zgodbe, novimi igralnimi mehanikami in sodelovalnim večigralskim načinom.

## Igranje
V Portalu igralec prevzame nadzor nad likom protagonistke, Chell, v prvoosebnem pogledu. Chell mora priti skozi vrsto tridimenzionalnih testnih soban s pomočjo ročne »puške« za ustvarjanje portalov (»Aperture Science Handheld Portal Device«), pri tem pa nad dogajanjem bdi umetna inteligenca GLaDOS. Portalna puška lahko ustvari dva različna portala – oranžnega in modrega – na ravni steni, v katero cilja. Portala ustvarita vidno in fizično povezavo med njunima lokacijama v tridimenzionalnem prostoru. Oranžna in modra ne označujeta vhoda in izhoda: portala sta dvosmerna, obstaja pa lahko samo en od vsakega. Linearni moment (hitrost) gibanja lika in predmetov se pri prehodu med portaloma ohrani, smer pa se spremeni glede na ravnino izhodnega portala. Če nista vzporedna, se lik po prehodu obrne, da stoji pokončno glede na tla. Običajna taktika vključuje aktivacijo enega konca portala na tleh nadstropje pod igralcem in drugega na steni. S skokom v globino proti vhodnemu portalu pridobi hitrost, izhodni pa ga nato izstreli prek ovire, ki je sicer ne bi mogel preskočiti.
Chell in vsak objekt, ki je manjši od portala, lahko prečka povezavo, portal sam pa ne. Aktivacija enega konca portala takoj deaktivira obstoječ portal enake barve. Portal lahko nastane na dovolj velikih ravnih stenah, ne pa na premičnih predmetih, steklu, stenah iz drugih posebnih materialov ali tekočinah. V nekaterih sobah dobi Chell kocke, ki jih lahko pobere in uporabi kot stopničko ali za pritisk na katerega od velikih gumbov, ki odpirajo vrata ali aktivirajo razne mehanizme. Na koncu vsake sobe in včasih znotraj nje je posebno polje delcev (»Emancipation Grill«), ki ob prehodu deaktivira vse aktivne portale in dezintegrira vse predmete, skoznje tudi ni možno izstreliti portalov.
Chell je opremljena z mehaničnimi vzmetmi, ki preprečijo poškodbe ob padcu, lahko pa jo ubijejo druge nevarnosti v preskusnih sobah, kot so samostoječe kupole s samodejnimi mitraljezi, energijske krogle, ki se odbijajo od sten, in toksična tekočina. Poleg tega jo lahko ubijejo tudi hitro premikajoči se predmeti in stiskalnice v nekaterih sobah. Igra nima indikatorja življenjske energije; Chell umre, če dobi določeno mero poškodb v kratkem času, sicer pa se hitro obnovi. V takem primeru mora igralec začeti sobo znova od začetka.
Recenzenti so hitro ugotovili, da obstaja več načinov reševanja ugank, ki postajajo v kasnejših, kompleksnejših sobah vedno bolj »divji«. Z napredovanjem se aktivirata dva nova igralna načina, ki dodatno izzoveta igralca: V načinu izziva (»Challenge mode«) imajo sobe dodane pogoje – igralec jih mora končati v čim krajšem času, s čim manj izstreljenimi portali ali čim manj prehojenimi koraki, v naprednem načinu (»Advanced mode«) pa so v sobah dodane ovire.

## Zgodba
Dogajanje se odvija v istem svetu kot serija Half-Life, pri čemer povezavo razkrivajo samo bežne omembe lika GLaDOS in promocijski material v prostorih med testnimi sobanami, dodatni namigi so v igri Portal 2.
Raziskovalno središče (Enrichment Center) pripada podjetju Aperture Science, ki je za ameriško vojsko razvijalo različne tehnologije, v tekmi s konkurenčnim podjetjem Black Mesa, ki ima ključno vlogo pri Half-Life. Okoli leta 2000 je Aperture Science aktiviral novorazvito umetno inteligenco, ki se je takoj po aktivaciji zavedla, prevzela nadzor nad središčem in spustila smrtonosen nevrotoksin, ravno na dan odprtih vrat, ko so zaposleni pripeljali svoje otroke v službo. Kmalu za tem se odvijejo dogodki igre Half-Life in po tistem še apokalipsa zaradi invazije nezemeljske civilizacije Combine, zato je raziskovalno središče domnevno pozabljeno in igralčev lik ostane sam z GLaDOS. Igra daje vtis, da je Enrichment Center del ogromne raziskovalne infrastrukture, ki je med dogodki v Portalu že dolgo zapuščena, razne robotske in računalniške naprave pa so še aktivne, a nenadzorovane.
Igra se začne, ko se Chell prebudi iz umetne kome in dobi navodila od GLaDOS prek ozvočenja, pri čemer prvih nekaj testnih soban služi kot uvod v mehaniko igre. Chell nato napreduje skozi opuščene sobane, navodila GLaDOS pa so edina interakcija, služijo tudi za vzdušje in razkrijejo, da ima GLaDOS razdelano osebnost. Chell obljubi torto, ko bo opravila vse preskuse. Preskusi postajajo vedno nevarnejši in motivacijske izjave GLaDOS s tem vedno bolj očitno cinične ter hinavske. Tako za eno stopnjo »po spletu naključij« pripelje Chell v sobano, polno aktiviranih samodejnih mitraljezov ali poplavljeno s toksično tekočino, hkrati pa zagotavlja, da je »vsak vtis nevarnosti samo sredstvo za pristnejšo izkušnjo testiranja«. To doseže vrhunec na koncu zadnje sobane, ko GLaDOS po uspešno opravljenem preskusu usmeri Chell v sežigalnico, a ji portalska puška omogoči pobeg v drobovje kompleksa, nakar jo GLaDOS poskuša z blefiranjem prepričati, da je bila tudi sežigalnica samo preskus in da naj se uleže na tla ter počaka na nekoga, ki jo bo odpeljal na proslavo. Chell se nato  prebija skozi servisne hodnike, ki so v mnogo slabšem stanju od testnih soban, GLaDOS pa jo izmenoma poskuša zmesti in ji grozi z nasiljem. V hodnikih jo včasih usmerjajo grafiti, ki jih je očitno pustil eden od predhodnih testnih osebkov, ob zapisih, kot je »torta je laž!«.
Chell na koncu pride do velike sobe, s stropa katere visi strojna oprema GLaDOS. Ta ji še vedno grozi, a ji med monologom naenkrat odpade ena od krogel, ki jo lahko Chell vrže v odprtino sežigalnice. GLaDOS pove, da je bilo to osebnostno jedro za moralo, ki so ji ga namestili po tistem, ko je spustila nevrotoksin v prostore Aperture Science. Tako spet dobi dostop do nevrotoksina in zažene se štoparica, ki odšteva šest minut. S pomočjo portalske puške mora Chell v tem času odklopiti in uničiti še več osebnostnih jeder, GLaDOS pa jo vmes obklada z otročjimi žaljivkami ter obstreljuje z raketami. Ko Chell uniči vsa jedra, pride do katastrofične okvare, ki razbije sobo in izvrže Chell z ostanki na površje.
V izvirni različici igre se zgodba s tem konča in odvrti odjavna špica, kjer sicer pesem »Still Alive« nakaže, da z GLaDOS ni konec. Nekaj mesecev po izidu so ustvarjalci s popravkom zadnji prizor spremenili, tako se zdaj pojavi robot, ki odvleče nezavestno Chell iz razbitin nazaj v poslopje in se ji zahvali za kooperativnost – s tem so vzpostavili navezavo na nadaljevanje.

## Razvoj
Predhodnika Portala, igro Narbacular Drop, je kot študijski seminar razvila skupina študentov zasebne visokošolske ustanove DigiPen Institute of Technology iz Redmonda. Na javni predstavitvi študentskih projektov jo je opazil predstavnik podjetja Valve in povabil avtorje na sedež podjetja, kjer so bili vodilni na čelu z Gabeom Newellom navdušeni nad izvirnim konceptom ter jih na licu mesta vzeli v službo, da bi jo dodelali in razvili komercialno igro.
V končni različici so ohranili večino mehanik, vključno z barvnim sistemom označevanja para portalov, le enega konca portala ni bilo več možno vzpostaviti skozi drugega. Spremenjeno pa je bilo okolje, Narbacular Drop se je namreč odvijal v fantazijski temnici, iz katere mora uiti princeska. Portal so iz te osnove razvijali še približno dve leti in štiri mesece, sodelovalo je samo deset ljudi. Sprva so se posvečali samo ugankam, o zgodbi so začeli razmišljati, ko so jih testni igralci vprašali, kam vodijo sobane. V tej fazi se je razvoju pridružil pisec Marc Laidlaw in jim pomagal umestiti Portal v dogajanje serije Half Life. Taka rešitev je pomagala zaobiti kadrovske omejitve, saj so lahko uporabili grafične elemente iz Half-Life in jim jih ni bilo treba ustvarjati na novo, minimalističen slog pa je tudi posledica tega, da so dekorativni elementi v zgodnjih različicah zmedli testne igralce.

## Izid
Portal je prvič izšel 10. oktobra 2007 v kompilaciji The Orange Box za sistema Windows in Xbox 360 in nekaj mesecev kasneje še za PlayStation 3. Različica za Windows je na voljo tudi samostojno prek Valveove storitve Steam, kot samostojna fizična izdaja pa je prišla na trg 9. aprila 2008. Z vključitvijo v The Orange Box in skromno dolžino se je podjetje zavarovalo pred morebitnim neuspehom, saj niso mogli predvideti, kako jo bodo sprejeli kupci.
Izdaja Porta: Still Alive je izšla jeseni 2008 ekskluzivno za storitev Xbox Live Arcade, vključuje osnovno igro, 14 novih izzivov in nove dosežke.
12. maja 2010 je Valve kot del začetnega zbirke kompatibilnih iger ponudil Portal ob zagonu klienta za Mac OS X. Za namene promocije je bila ob tem dva tedna na voljo zastonj za vse uporabnike servisa Steam, v tem času jo je pretočilo 1,5 milijona uporabnikov. Leta 2014 je bila v sodelovanju s podjetjem Nvidia razvita predelava za Android, za poganjanje z Nvidiino ročno konzolo SHIELD, v razvoju pa je še predelava za Nintendo Switch.

## Odziv in zapuščina
| Agregator  | Ocena  |
| ---------- | ------ |
| Metacritic | 90/100 |

| Publikacija | Ocena   |
| ----------- | ------- |
| 1Up.com     | A       |
| Eurogamer   | 9/10    |
| GameSpot    | 9,0/10  |
| GameSpy     | 4,5/5,0 |
| IGN         | 8,2/10  |

Portal je bil deležen vsesplošnega odobravanja kritikov, s povprečno oceno 90 od 100 na spletišču Metacritic, ki zbira ocene. Kritiki so pohvalili inovativno zgradbo, temačen humor in zabavnost, kratko dolžino pa so nekateri odobravali, drugi pa kritizirali.
Po podatkih založnika so bili do leta 2011 prodani štirje milijoni izvodov.
Portal je prejel številna priznanja, za igro leta so ga proglasili igričarski mediji Joystiq, TV-serija Good Game,, Shacknews in 1UP.com, nekaj drugih, kot sta IGN in GameSpot, pa za najboljšo miselno igro ali igro z najizvirnejšo zasnovo. Posebej je bila izpostavljena tudi umetna inteligenca GlaDOS kot eden najboljših negativcev v videoigrah. Še več kot deset let po izidu se je uvrščala na različne retrospektivne sezname najboljših videoiger vseh časov.
Različni oboževalci so pričeli poustvarjati ikonične predmete iz igre, kot so portalska puška, kocka družabnica in torta črni gozdiček v obliki replik in raznih predelav, fraza »torta je laž!« (The Cake is a Lie!) pa je prerasla v internetni mem. V letih po izidu je Valve objavil več namigov, da pripravlja nadaljevanje, vključno s popravkom za Portal, ki je spremenil konec. Portal 2 je izšel aprila 2011.